# Le Grand-Village-Plage
 Le Grand-Village-Plage  es una comuna y población de Francia, en la región de Nueva Aquitania, departamento de Charente Marítimo, en el distrito de Rochefort y cantón de Le Château-d'Oléron. Se encuentra en la isla de Oléron.
Su población en el censo de 1999 era de 898 habitantes.
Está integrada en la Communauté de communes de l'Île-d'Oléron.

## Demografía
| 501 | 697 | 696 | 711 | 718 | 898 |
| Para los censos de 1962 a 1999 la población legal corresponde a la población sin duplicidades (Fuente: INSEE [Consultar]) |     |     |     |     |     |